# Mika Ojala
Mika Ojala (Paimio, 21 juni 1988) is een Fins profvoetballer, die op dit moment als middenvelder-vleugelaanvaller fungeert bij de club Inter Turku.

## Biografie

### FC Inter Turku
Hij speelt sinds 2006 in de hoofdmacht van Inter Turku. In dat seizoen speelde hij 20 wedstrijden voor de club. In de periode 2006-2008 maakte hij zeventig keer zijn opwachting in de hoofdmacht, waarin hij twaalf keer doel trof.
Op 17 november 2008 kreeg Ojala een uitnodiging van sc Heerenveen voor een stageperiode van één week. Die doorliep hij samen met Wilhelm Ingves van IFK Mariehamn. Het bezoek leidde uiteindelijk tot niets.
In het Veikkausliiga 2011-seizoen was Ojala zeer succesvol: hij maakte 16 doelpunten, verleende 19 assists in 30 wedstrijden en werd in de maanden juni-juli uitgeroepen tot beste speler in de Finse competitie, waarvoor hij een prijs kreeg. In het Veikkausliiga 2012-seizoen maakte hij de eerste periode opnieuw grote indruk met daarna een mindere tweede seizoenshelft. Hij kwam op 10 doelpunten en 16 assists.

### BK Hacken
Op 9 november 2012 tekende Ojala een contract met de Zweedse club BK Hacken. Zijn eerste seizoen was geen succes, Ojala scoorde niet en moest het in de eerste helft doen met acht inval beurten. Later in het seizoen draaide het wat beter.
Na 1 seizoen in de Allsvenskan, keerde Ojala weer terug bij zijn oude club FC Inter Turku.

## Interlandcarrière
Ojala werd in augustus 2008 geselecteerd voor de Finse nationale voetbalteam door de Schotse bondscoach Stuart Baxter. Hij maakte ook deel uit van het Finland onder-21-elftal, dat aan het UEFA Europa onder-21-voetbalkampioenschap in 2009 deelnam. Ojala maakt zijn nationaal teamdebuut op 18 januari 2010, toen hij in het veld kwam voor Roni Porokara in een vriendschappelijke wedstrijd tegen Zuid-Korea in Málaga (Spanje), waar Finland een wintertrainingskamp had opgeslagen. Andere debutanten in die wedstrijd namens Finland waren Jani Lyyski (Djurgårdens), Joel Perovuo (Djurgårdens), Paulus Arajuuri (Kalmar FF), Hermanni Vuorinen (FC Honka), Timo Furuholm (FC Inter Turku), Juska Savolainen (FK Haugesund) en Sebastian Sorsa (HJK Helsinki).

## Erelijst
FC Inter Turku
- Veikkausliiga

2008
- Suomen Cup

2009